# Ирсеть (село)
Ирсеть (Селитьба) — село, центр сельской администрации в Старошайговском районе. Население 91 чел. (2001), в основном русские.
Расположено на левом берегу р. Ирсеть, в 28 км от районного центра и 60 км от железнодорожной станции Саранск. Впервые упоминается в 1662 г. В «Списке населённых мест Нижегородской губернии» (1863) Ирсеть — село из 59 дворов (532 чел.) Лукояновского уезда. В 1931 г. в селе насчитывалось 167 дворов (892 чел.). В 1932 г. был создан колхоз «Красная звезда», в 1986 г. — объединённый колхоз «Темяшевский», с 1997 г. — СПК «Ирсетьский», с 1998 г. — К(Ф)Х «Дон». В современной инфраструктуре села — школа, медпункт, магазин. Возле Ирсети — поселение бронзового века. В Ирсетьскую сельскую администрацию входит д. Авгуры (113 чел.).

## Источник
- Энциклопедия Мордовия, И. И. Шеянова.